# La Frette-sur-Seine
La Frette-sur-Seine és un municipi francès, situat al departament de Val-d'Oise i a la regió d'Illa de França. L'any 2007 tenia 4.520 habitants.
Forma part del cantó d'Herblay, del districte d'Argenteuil i de la Comunitat d'aglomeració Val Parisis.

## Demografia

### Població
El 2007 la població de fet de La Frette-sur-Seine era de 4.520 persones. Hi havia 1.743 famílies, de les quals 401 eren unipersonals (150 homes vivint sols i 251 dones vivint soles), 539 parelles sense fills, 678 parelles amb fills i 125 famílies monoparentals amb fills.
La població ha evolucionat segons el següent gràfic:
Habitants censats

### Habitatges
El 2007 hi havia 1.904 habitatges, 1.778 eren l'habitatge principal de la família, 25 eren segones residències i 101 estaven desocupats. 1.496 eren cases i 383 eren apartaments. Dels 1.778 habitatges principals, 1.487 estaven ocupats pels seus propietaris, 251 estaven llogats i ocupats pels llogaters i 40 estaven cedits a títol gratuït; 49 tenien una cambra, 176 en tenien dues, 322 en tenien tres, 481 en tenien quatre i 749 en tenien cinc o més. 1.309 habitatges disposaven pel capbaix d'una plaça de pàrquing. A 870 habitatges hi havia un automòbil i a 729 n'hi havia dos o més.

### Piràmide de població
La piràmide de població per edats i sexe el 2009 era:
| Homes | Edats   | Dones |
| ----- | ------- | ----- |
| 4     | 95 o +  | 0     |
| 0     | 90 a 94 | 24    |
| 16    | 85 a 89 | 20    |
| 20    | 80 a 84 | 20    |
| 52    | 75 a 79 | 76    |
| 64    | 70 a 74 | 96    |
| 80    | 65 a 69 | 84    |
| 128   | 60 a 64 | 120   |
| 164   | 55 a 59 | 156   |
| 192   | 50 a 54 | 204   |
| 161   | 45 a 49 | 172   |
| 172   | 40 a 44 | 149   |
| 157   | 35 a 39 | 220   |
| 148   | 30 a 34 | 137   |
| 188   | 25 a 29 | 124   |
| 112   | 20 a 24 | 120   |
| 120   | 15 a 19 | 121   |
| 145   | 10 a 14 | 156   |
| 124   | 5 a 9   | 124   |
| 116   | 0 a 4   | 88    |

## Economia
El 2007 la població en edat de treballar era de 3.055 persones, 2.301 eren actives i 754 eren inactives. De les 2.301 persones actives 2.133 estaven ocupades (1.100 homes i 1.033 dones) i 169 estaven aturades (75 homes i 94 dones). De les 754 persones inactives 235 estaven jubilades, 354 estaven estudiant i 165 estaven classificades com a «altres inactius».

### Ingressos
El 2009 a La Frette-sur-Seine hi havia 1.784 unitats fiscals que integraven 4.602,5 persones, la mediana anual d'ingressos fiscals per persona era de 27.324 €.

### Activitats econòmiques
Dels 154 establiments que hi havia el 2007, 3 eren d'empreses alimentàries, 4 d'empreses de fabricació d'altres productes industrials, 27 d'empreses de construcció, 26 d'empreses de comerç i reparació d'automòbils, 7 d'empreses de transport, 11 d'empreses d'hostatgeria i restauració, 8 d'empreses d'informació i comunicació, 4 d'empreses financeres, 7 d'empreses immobiliàries, 35 d'empreses de serveis, 16 d'entitats de l'administració pública i 6 d'empreses classificades com a «altres activitats de serveis».
Dels 44 establiments de servei als particulars que hi havia el 2009, 1 era una oficina de correu, 1 una oficina bancària, 3 tallers de reparació d'automòbils i de material agrícola, 6 paletes, 7 guixaires pintors, 3 fusteries, 3 lampisteries, 1 electricista, 5 empreses de construcció, 1 perruqueria, 10 restaurants i 3 agències immobiliàries.
Dels 7 establiments comercials que hi havia el 2009, 1 era una botiga de més de 120 m², 3 fleques, 1 una fleca, 1 una peixateria i 1 una botiga de roba.

## Equipaments sanitaris i escolars
Els 3 equipaments sanitaris que hi havia el 2009 eren farmàcies.
El 2009 hi havia 1 escola maternal i 2 escoles elementals.

## Poblacions més properes
El següent diagrama mostra les poblacions més properes.